# Caroline Fox (1. baronowa Holland)

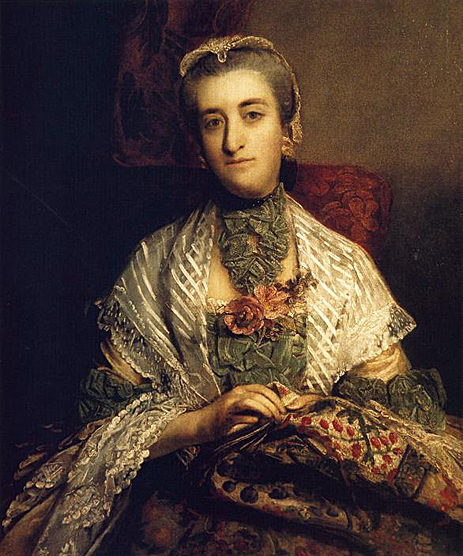
Lady Caroline Fox namalowana przez Joshue Reynoldsa, 1757-58

Georgina Carolina Lennox, 1. baronowa Holland (27 marca 1723–24 lipca 1774), brytyjska arystokratka, znana jako lady Caroline Lennox do 1744, lady Caroline Fox w latach 1744–1762 i baronowa Holland od 1762, najstarsze dziecko Charlesa Lennoksa, 2. księcia Richmond i Lennox i lady Sary Cadogan, córki 1. hrabiego Cadogan.
2 maja 1744 w Londynie poślubiła polityka Henry'ego Foksa (28 września 1705–1 lipca 1774), syna sir Stephena Foksa i Christiany Hope, córki wielebnego Francisa Hope'a. Mimo iż księstwo Richmond sprzeciwiali się temu małżeństwu (spora różnica wieku i pozycji społecznej), było ono zgodne i szczęśliwe. Rezydencja małżonków, Holland House w Kensington, stała się miejscem wielu spotkań towarzyskich. Henry i Caroline mieli razem trzech synów:
- Stephen Fox (20 lutego 1745–26 grudnia 1774), 2. baron Holland
- Charles James Fox (24 stycznia 1749–13 września 1806)
- generał Henry Edward Fox (1774–1811), ożenił się z Marianne Clayton, miał dzieci, jego córka, Caroline Amelia, poślubiła Williama Francisa Patricka Napiera

Ulubiona siostra lady Caroline, Emilia Lennox, wyszła w 1747 za lorda Kildare'a i zamieszkała w Irlandii. W latach 1750–1751 umarli  rodzice lady Caroline, pozostawiając trzy nieletnie córki (8-letnią Louisę, 6-letnię Sarę i 3-letnią Camillę). Książę nigdy nie pogodził się z małżeństwem swej najstarszej córki. Wypomniał jej to w testamencie i przekazał opiekę nad dziewczynkami lady Kildare. Lady Caroline była tym zawiedziona, ale liczyła, że odkupi winy przedstawiając młodsze siostry na dworze królewskim i pomagając im zawrzeć korzystne małżeństwa. Doszło na tym tle do sporu z Kildare'ami, którzy zarzucali lady Caroline żenujący sposób przedstawienia lady Sary na dworze i doprowadzenie do jej małżeństwa z Charlesem Bunburym. Caroline i Emily pokłóciły się na tym tle i zerwały ze sobą wszystkie kontakty.
W 1762 król Jerzy III podniósł Caroline do rangi para Wielkiej Brytanii jako baronową Holland. Jej mąż otrzymał wkrótce tytuł barona Holland of Foxley. Caroline rozpieszczała swoich synów, zwłaszcza najstarszego Stephena, który przysparzał później matce wiele zgryzot z powodu uzależnienia od hazardu i popadania w coraz to większe długi. Zerwanie kontaktów z siostrą, problemy z synem oraz postępująca choroba zrujnowały zdrowie lady Caroline. Ostatecznym ciosem była śmierć męża, który zmarł na udar mózgu 1 lipca 1774. Lady Caroline zmarła zaledwie 23 dni po swoim małżonku.
W 1994 Stella Tillyard napisała książkę o siostrach Lennox pt. "Arystokratki: Caroline, Emily, Louisa i Sarah Lennox, 1740-1832" (Aristocrats: Caroline, Emily, Louisa and Sarah Lennox, 1740-1832). Na jej podstawie nakręcono w 1999 film  Arystokratki w reżyserii Davida Caffreya. W rolę lady Caroline wcieliła się Serena Gordon.